# ロベルト・ホル
ロベルト・ホル（Robert Hol、1947年 - ）は、オランダのロッテルダムで生まれたバス歌手。バス・バリトンに分類されることもあるクラシック歌手。   
世紀を代表するリート歌手で、特にシューベルトの歌曲における表現は比類のないものとされる。
歌曲作曲家でもあり、ウィーンのドブリンガー社から作品が出版されている。

## 経歴
ホルは最初にオランダで学び、1971年国際ボーカルコンクールのヘルトーヘンボス （IVC）で最優秀賞を受賞した後、ミュンヘンに留学。  　ミュンヘン国立音大にてハンス・ホッターに師事。
1972年、ミュンヘン国際音楽コンクールで優勝。以後、しばらくリートを中心にしてオペラを封印。
1990年にオーストリアの宮廷歌手の称号を得て、活動の中心をウィーンに置く。
1990年代からオペラ出演を再開（主にワーグナーの楽劇が中心）。ドイツ語圏での主要歌劇場で欠かせない歌手となる。
本分とするリート歌手としては、欧州各地のコンサートや音楽祭に出演。
ロシアからも、スヴャトスラフ・リヒテルの招きがあって、「モスクワの冬」芸術祭に参加する。
アメリカ、カナダ各地のリサイタルでは、ドイツ・リートに馴染みのない英語圏の聴衆にも新鮮な感動を与える。
1998年から、ウィーン国立音大リート科の教授として後進を育成。

## 録音
録音よりもコンサートの実演を重く見る姿勢から、セッション録音ＣＤの数は多くないが、ライヴ録音も含めると100以上の項目が挙がっている。
主な録音
- シューベルト：「冬の旅」(1987/7/18) ピアノ：オレグ・マイセンベルク（オーストリー、ロッケンハウス、ライヴ）
- シューベルト：「白鳥の歌」(2008/10/31) ピアノ：みどり・オルトナー(川口リリア音楽ホール、ライヴ)
- シューベルト：「冬の旅」(2015/5/24) ピアノ：みどり・オルトナー（横浜市「ひまわりの郷」、ライヴ）
- シューベルト：歌曲集とホル自作歌曲　デイビット・ルッツ（ピアノ）、 オレグ・マイセンベルク（ピアノ）、 ルドルフ・ヤンセン（ピアノ）
- エドガー・ティネル 、 ピーター・ブノワ 、 ギュスターヴ・フベルティ 、 アーサー・バーホーベン のコア・オブ・オール・シングスの曲をPhaedra Recordsから。

## 顕彰
- ウィーン市のカンマーゼンガー （1990）
- ウィーン音楽の友協会名誉会員（1997）
- ケルンテン夏祭り名誉会員（1997）
- Weinbruderschaftクレムスの名誉会員（1997年4月26日）
- オーストリア共和国・文化勲章 (2004)
- オーストリア芸術科学功労賞、第1クラス （2005年5月31日）
- オランダライオン騎士団 （2007年10月27日）